# Новокуликовський
Новокулико́вський (рос. Новокуликовский) — селище у складі Зав'яловського району Алтайського краю, Росія. Входить до складу Глибоківської сільської ради.

## Населення
Населення — 139 осіб (2010; 166 у 2002).
Національний склад (станом на 2002 рік):
- росіяни — 87 %